# 126578 Suhhosoo
126578 Suhhosoo este un asteroid din centura principală de asteroizi.

## Descriere
126578 Suhhosoo este un asteroid din centura principală de asteroizi. A fost descoperit pe 11 februarie 2002 la Bohyunsan de Young-Beom Jeon. Asteroidul prezintă o orbită caracterizată de o semiaxă mare de 2,95 ua, o excentricitate de 0,11 și o înclinație de 1,0° în raport cu ecliptica.